# لشکر ۳ پیاده (بریتانیا)
لشکر ۳ پیاده (انگلیسی: 3rd) لشکر پیاده‌نظام زیرمجموعه نیروی زمینی بریتانیا است، که در سال ۱۸۰۹ تأسیس شد.
این لشکر در سال ۱۸۰۹ توسط آرتور ولزلی، اولین دوک ولینگتون، به عنوان بخشی از ارتش انگلیس-پرتغال، برای خدمت در جنگ شبه جزیره ایجاد شد و در طول جنگ‌های ناپلئونی به عنوان لشکر سوم رزمی تحت فرماندهی سر توماس پیکتون شناخته می‌شد. این لشکر در نبرد واترلو و همچنین در طول جنگ کریمه و جنگ دوم بوئر جنگید. 
در نتیجه نبردهای تلخ در سال ۱۹۱۶، در طول جنگ جهانی اول، این لشکر به عنوان لشکر سوم یا لشکر آهنین یا آیرونسایدها شناخته شد. در طول جنگ جهانی دوم، این لشکر (که اکنون به عنوان لشکر سوم پیاده نظام شناخته می‌شود) در نبرد فرانسه از جمله در عملیات عقب‌دارانه در طول تخلیه دانکرک جنگید و نقش برجسته‌ای در فرود نیروهای متفقین در روز دی در ۶ ژوئن ۱۹۴۴ ایفا کرد. این لشکر قرار بود بخشی از یک سپاه مشترک‌المنافع پیشنهادی باشد که برای حمله برنامه‌ریزی شده به ژاپن در سال‌های ۱۹۴۵-۱۹۴۶ تشکیل شده بود و بعداً در قیمومیت بریتانیا بر فلسطین خدمت کرد. در طول جنگ جهانی دوم، نشان (لوگو) این لشکر به «الگوی سه» تبدیل شد - یک مثلث سیاه که توسط یک مثلث قرمز معکوس به سه قسمت تقسیم شده است.